# Macromphaliinae
Sous-famille
Les Macromphaliinae sont une sous-famille d'insectes lépidoptères (papillons) de la famille des Lasiocampidae.

## Taxinomie
Le taxon Macromphaliinae est considéré depuis 2012 comme synonyme de Poecilocampinae.

## Liste des genres
Selon BioLib (25 mai 2019) :
- genre Apotolype Franclemont, 1973
- genre Artace Walker, 1855
- genre Euglyphis Hübner, 1820
- genre Hypopacha Neumoegen & Dyar, 1893
- genre Macromphalia
- genre Nesara Walker, 1855
- genre Titya Walker, 1855
- genre Tolype Hübner, 1820